# Bezirksvertretung
Als Bezirksvertretungen werden in Deutschland und Österreich politische Gremien bezeichnet, die Stadtteile oder Stadtbezirke verwalten.

## Deutschland
In einigen Bundesländern gibt es Volksvertretungen unterhalb der Ratsebene (vergl.: Bezirksverordnetenversammlung für Berlin, Bezirksversammlung für Hamburg, Stadtbezirksrat in Niedersachsen). Nur in Berlin, Niedersachsen und einzelnen Städten in Nordrhein-Westfalen gibt es einen gewählten Bezirksbürgermeister.

### Nordrhein-Westfalen
In Nordrhein-Westfalen besteht nach § 35 Abs. 1 Gemeindeordnung NRW die Pflicht, eine kreisfreie Stadt in Stadtbezirke einzuteilen. Kreisangehörigen Kommunen steht es frei, ihr Stadtgebiet in Bezirke einzuteilen. Die Bezirksvertretungen sind durch die kommunale Neugliederung neu in die Gemeindeordnung aufgenommen worden, um eingemeindeten Städten bzw. Gemeinden weiterhin eine eigene Volksvertretung zu gewähren.
Es sollen nicht weniger als drei und nicht mehr als zehn Stadtbezirke geschaffen werden. Für jeden dieser Stadtbezirke ist eine Bezirksvertretung zu bilden, die aus elf bis neunzehn Mitgliedern bestehen darf, wobei die Anzahl der Mitglieder immer ungerade sein muss und wie der Rat auf fünf Jahre gewählt wird. Die Bezirksvertretung wählt aus ihren Reihen einen Bezirksvorsteher, der mit Beschluss des Rates der Stadt auch die Bezeichnung Bezirksbürgermeister führen darf.
Die Bezirksvertretung ist für alle Belange ihres Stadtbezirkes zuständig (Allzuständigkeit im Stadtbezirk), sie hat dabei die allgemeinen vom Rat der Gemeinde erlassenen Richtlinien zu beachten. In der Praxis haben viele Kommunen Zuständigkeitsordnungen erlassen, die Entscheidungs- und Anhörungsrechte der Bezirksvertretungen regeln.

## Österreich
In Österreich bestehen Bezirksvertretungen als von den Wahlberechtigten des jeweiligen Bezirks alle 5 Jahre gewählte Versammlung derzeit nur in den 23 Wiener Gemeindebezirken und in den 17 Grazer Stadtbezirken. Den einzelnen Bezirksvertretungen steht jeweils ein Vorsitzender vor, der Bezirksvorsteher genannt wird.
Die Wahlberechtigten jedes Gemeinde- beziehungsweise Stadtbezirks wählen gleichzeitig mit dem Gemeinderat ihre Bezirksvertretung; diese wählt den Bezirksvorsteher und die zwei Bezirksvorsteherstellvertreter. Die politischen Bezirke bzw. Verwaltungsbezirke sind – im Gegensatz zu den städtischen Bezirken – nicht demokratisierte Verwaltungseinheiten: Der Bezirkshauptmann eines politischen Bezirks wird durch die Landesregierung bestellt und ist Beamter, kein Politiker.

### Wien
Bezirksvertretungen bestehen in Wien je nach Größe des Bezirkes aus 40 bis 60 gewählten Mitgliedern, den Bezirksräten. Ihnen übergeordnet ist der Bezirksvorsteher. Durch die Dezentralisierung der Wiener Verwaltung 1998 wurden aus den finanziell unterdotierten und politisch wenig bedeutenden Wiener Bezirksvertretungen einigermaßen wichtige Gremien. In die Entscheidungskompetenz der Bezirke fallen durch die Reform beispielsweise die Instandhaltung von Kindergärten und Pflichtschulen, die Erhaltung von Nebenstraßen sowie der Sicherung ihrer Verkehrssicherheit, die Errichtung und Pflege von Parks und Spielplätzen sowie die Führung von Pensionistenklubs. Zur Wahrnehmung dieser Aufgaben erhalten die Bezirke ein fixes Budget. Durch die vielen Fixposten (Schulsanierung, Straßenerhaltung) bleibt den Bezirksvertretungen aber nur ein kleiner budgetärer Spielraum, der nur durch Ansparungen und/oder Kredite beziehungsweise Vorgriffe erweitert werden kann. Gegenwärtig übersteigen allein die für Schulsanierungen jährlich erforderlichen Aufwendungen in vielen Bezirken das Gesamtbudget.

### Graz
In Graz bestehen seit 1993 Bezirksvertretungen, die gemäß Stadtstatut Bezirksräte genannt werden; der einzelne Abgeordnete ist ein Mitglied des Bezirksrats. Die Bezirksräte verfügen bevölkerungsabhängig zwischen 7 und 19 Mitgliedern, die ehrenamtlich tätig sind. Den Bezirksvorstehern und Bezirksvorsteherstellvertretern in den Grazer Bezirksvertretungen steht ein monatlicher Bezug zu. Aufgabe der Bezirksräte ist es, bezirksbezogene Interessen gegenüber den Organen und Einrichtungen der Stadt zu vertreten. Darüber hinaus handelt der Bezirksrat in den ihm vom Gemeinderat übertragenen speziellen Aufgabenbereichen (etwa Grün- und Sportanlagengestaltung, Hebung der Verkehrssicherheit, Stadtbildverschönerung, Vergabe von Förderungen) autonom und verfügt über ein eigenes Bezirksbudget. Der Menschenrechtsbeirat der Stadt Graz empfiehlt, die vergleichsweise geringen Bezirksbudgets zu erhöhen sowie die Rechte der Bezirksräte zu stärken.

### Historische Bezirksvertretungen

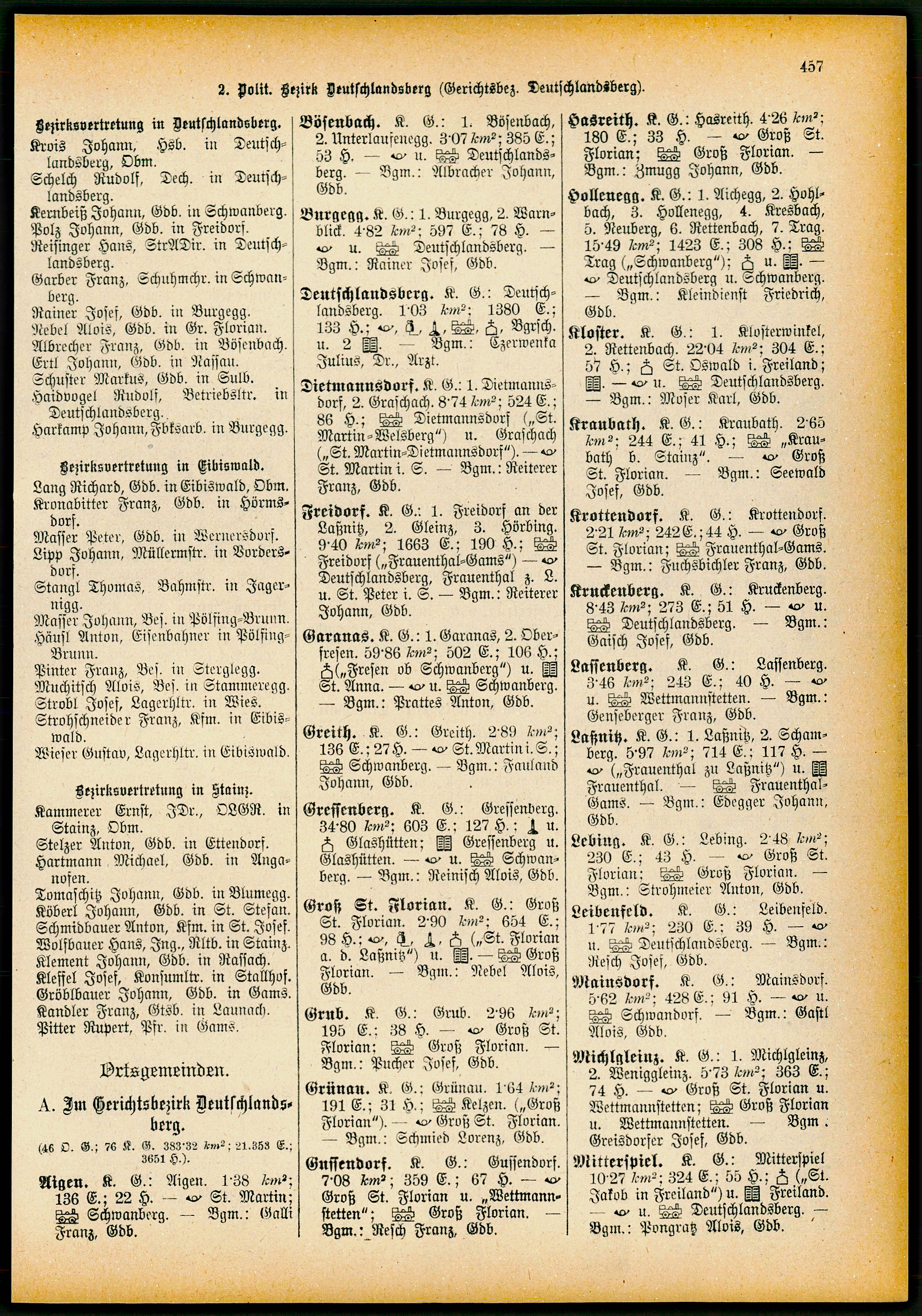
Mitglieder historischer Bezirksvertretungen in der Steiermark 1925: Eibiswald, Deutschlandsberg und Stainz, Österreichischer Amtskalender 1925 (linke Spalte)

Im 19. Jahrhundert gaben die Organisationsregeln der Habsburgermonarchie den österreichischen Ländern (Cisleithanien) durch das Reichsgemeindegesetz die Möglichkeit, Bezirksvertretungen zu schaffen. Davon wurde nur in einigen Ländern Gebrauch gemacht, es gab in Böhmen 209 (auf den Gebieten der Gerichtsbezirke), in Galizien 74 (dort im Rahmen der Bezirkshauptmannschaften) und in der Steiermark 64 (auf den Gebieten der Gerichtsbezirke) Bezirksvertretungen. Es waren auch Gau- und Kreisvertretungen möglich, einige Länder schufen Straßenkonkurrenz-, Schul- oder Fürsorgebezirke. Diese Vertretungen bestanden aus Vertretern der Großgrundbesitzer, der großen Steuerzahler aus Industrie und Handel, den übrigen Angehörigen der Städte und Märkte sowie der Landgemeinden. Die Vertreter wurden je nach Landesvorschriften in periodischen Abständen gewählt. Zum Wirkungskreis der Vertretungen gehörten alle inneren Angelegenheiten, sie konnten auch zur Einhebung oder Erhöhung von Steuern verwendet werden. Die Organisationsform bewährte sich nicht, es gelang den (Bezirks- u. a.)Vertretungen nicht, ein Gegengewicht zur Organisation der staatlichen Bezirksverwaltung zu werden. In der Steiermark bestanden Bezirksvertretungen bis 1938 auf Grundlage des stmk. Landesgesetzes über die Bezirksvertretungen vom 14. Juni 1866, stmkLGBl. XV. Stück, Nr. 19, ihre Grundlagen wurden noch 1924 neu organisiert.